# Ahmed Aboul-Fotouh
Ahmed Aboul-Fetouh (Arabic: أحمد أبو الفتوح; sinh ngày 22 tháng 3 năm 1998) là một cầu thủ bóng đá người Ai Cập thi đấu cho Zamalek SC ở vị trí hậu vệ.

## Sự nghiệp
Ahmed Aboul-Fetouh khởi đầu sự nghiệp cùng với đội trẻ Zamalek SC. Sau đó anh được cho mượn đến ENPPI Club năm 2016. Tháng 1 năm 2017, Ahmed Abou-Elfotouh trở lại Zamalek SC.
Ngày 28 tháng 3 năm 2017, Abol-Fetouh ký bản hợp đồng 5 năm đến năm 2022.

## Sự nghiệp quốc tế
Aboul-Fetouh thi đấu cho Đội tuyển bóng đá U-20 quốc gia Ai Cập.

## Danh hiệu

### Zamalek SC
- Cúp bóng đá Ai Cập (1): 2017–18